# Armando Aste
Armando Aste (Rovereto, 6 de enero de 1926 – 1 de septiembre de 2017) fue un alpinista italiano, uno de los más influyentes del periodo de posguerra.

## Biografía
Aste nació en Rovereto cerca de Trento. Fue el primer italiano en escalar la cara norte del Eiger en 1962, junto a Pierlorenzo Acquistapace, Gildo Airoldi, Andrea Mellano, Romano Perego y Franco Solina. También ascendió por primera vez la Torre del Sur de Paine en la Patagonia, una de las tres Torres del Paine. Fue un asiduo de los Dolomitas y algunos fueron nombrados después de que él los ascendiera por primera vez (como por ejemplo, la ruta Aste-Susatti en el Monte Civetta, cerca Belluno, ascendido junto a Fausto Susatti del 26 al 28 de julio de 1954).
También ascendió por primera vez en los Dolomitas fueron:
- Cima del Focobon, junto a Franco Solina, 16–19 de agosto de 1958;
- La cara sur del Piz Seranto, junto a Franco Solina, 10–15 de agosto de 1959;
- Crozzon di Brenta, junto a Milo Navasa, 26–28 de agosto de 1959;
- Marmolada d'Ombretta, junto a Franco Solina, 24–29 de agosto de 1964. Reinhold Messner fue la primera persona que ascendió la ruta otra vez, que fue bautizado como "Ruta Aste" o "Via dell'Ideale".

Su libro más importante fue el de Pilastri del Cielo (Nordpress, Italia, 2000) y Cuore di Roccia (Manfrini Stampatori, Italia, 1988).

## Obras
- Giovanni Capra: Due cordate per una parete. Editado por Corbaccio, Italia (2006). Este libro explica la historia del primer ascenso italiano a la cara norte del Eiger.
- Pilastri del Cielo. Nordpress, Itaia (2000).
- Cuore di Roccia. Manfrini Stampatori, Italia (1988).
- Commiato. Nuovi Sentieri, Italia (2014).
- Nella Luce dei Monti. Nuovi Sentieri, Italia (2015).